# Automotrice TCDD MT 5700
L'automotrice TCDD 5700 è un'automotrice leggera alimentata a gasolio prodotta nel 1993 dalla FIAT Ferroviaria Savigliano per conto delle Ferrovie Statali della Repubblica Turca (TCDD) e tuttora in servizio.
Rappresenta un'evoluzione dell'automotrice FS ALn 663, rispetto alla quale l'unica variazione di rilievo è rappresentata dall'assenza di intercomunicanti, che ha permesso di modificare il frontale, realizzato con un'unica vetrata lungo tutta la larghezza del mezzo e leggermente inclinato, per migliorare l'aerodinamica.